# Gyertyánlevelű juhar
A gyertyánlevelű juhar (Acer carpinifolium)  a szappanfavirágúak (Sapindales) rendjébe és a szappanfafélék (Sapindaceae) családjába tartozó faj. A faj különös, a többi juhartól eltérő megjelenésével, a gyertyánéra emlékeztető leveleiről kapta a nevét.

## Elterjedése
Japán hegyvidéki patakpartok lombhullató erdeiben honos.

## Leírása
Terebélyes, kúpos, 10 m magas lombhullató fa. Kérge szürke és sima, feltűnő paraszemölcsökkel. Levelei keskenyek, 15 cm hosszúak, 5 cm szélesek, kétszeresen fogas szélűek, kihegyesedők. Párhuzamos, feltűnő oldalereik vannak. Felszínük sötétzöld, fonákjuk világosabb és fiatalon az erek mentén pelyhes. A lomb őszre sárgásbarnára színeződik. Virágai aprók, sárgászöldek, vékony kocsányú fürtökben a levelekkel egy időben, tavasz végén jelennek meg. Termése ikerlependék, a termésszárnyak 2 cm-esek.

## Képek

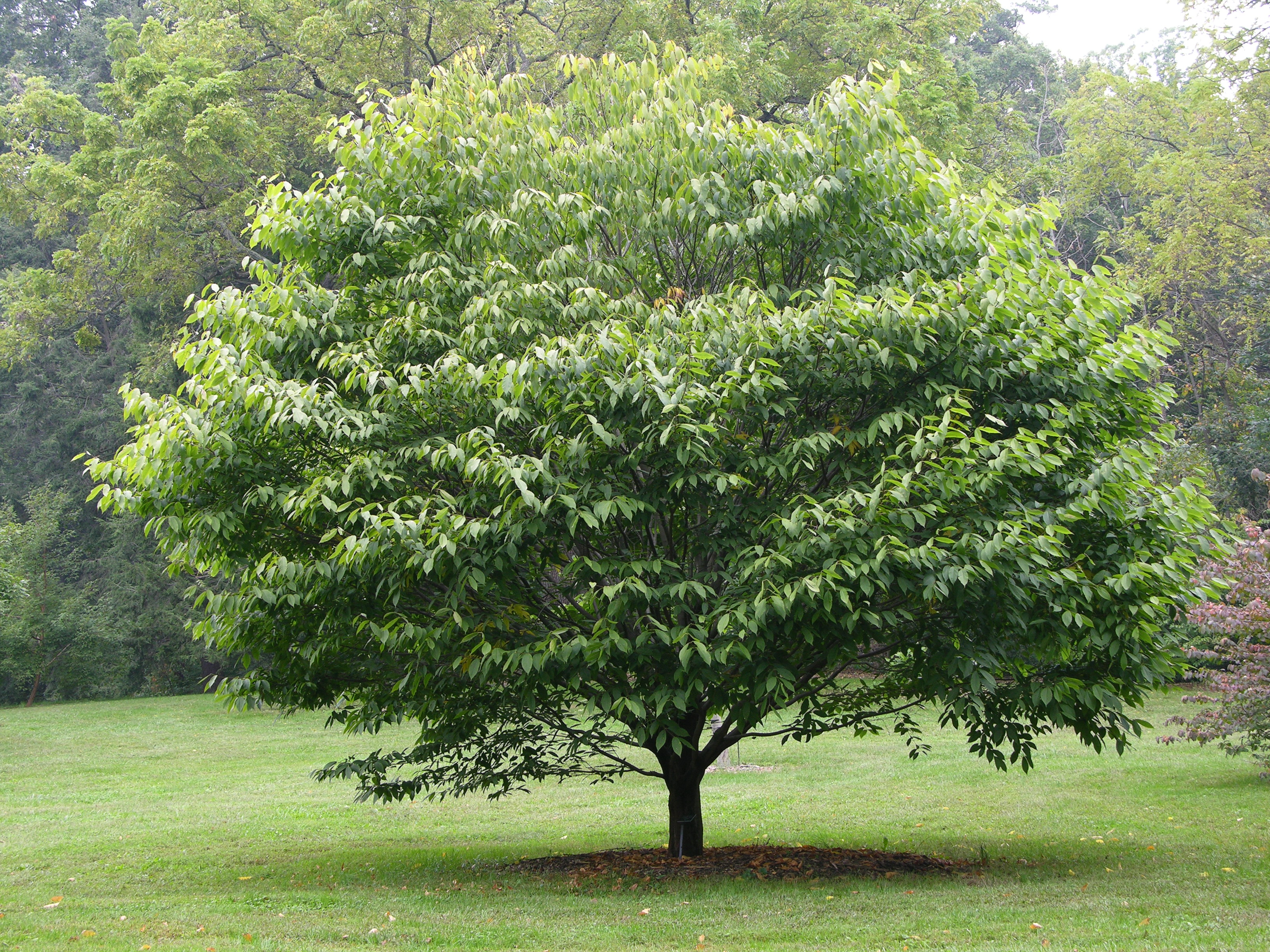
Habitusa
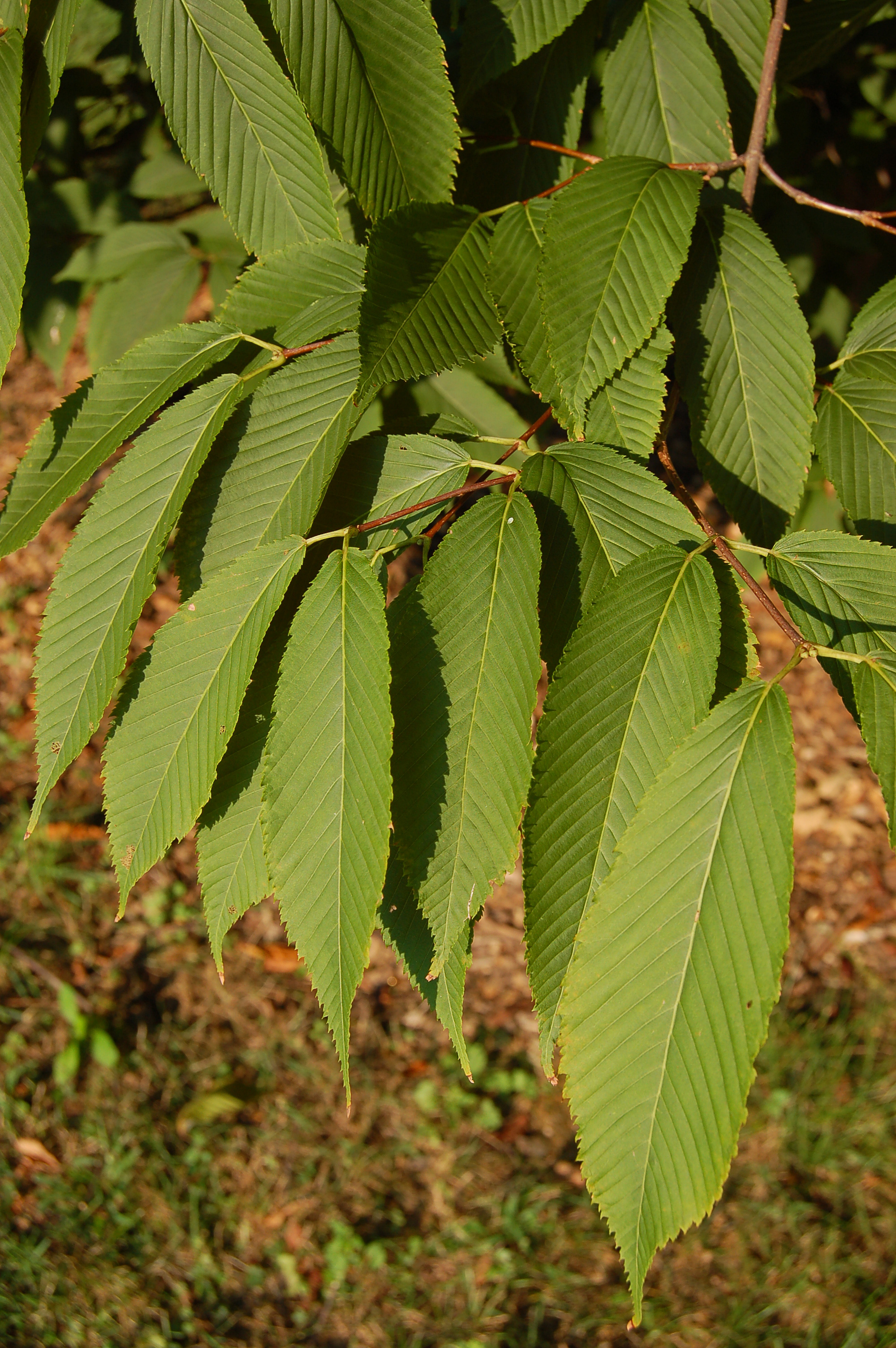
Levelei
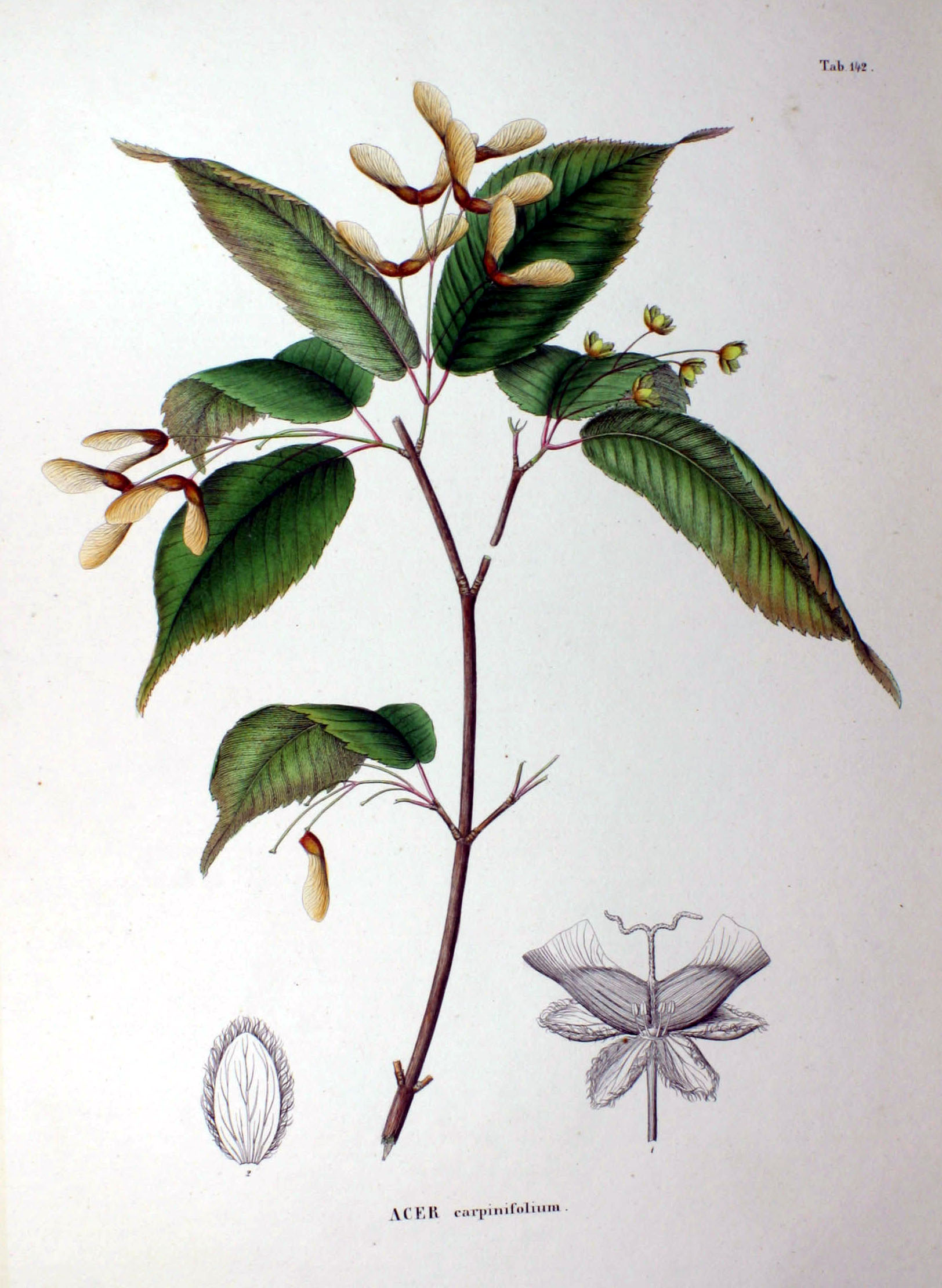
Herbáriumi illusztrációja